# Cedric Robinson
Cedric James Robinson, né le 5 novembre 1940 et mort le 5 juin 2016,,, est un politologue américain. 
Il est professeur au département des études noires et au département des sciences politiques de l'université de Californie à Santa Barbara (UCSB). Il dirige les départements d'études noires et de sciences politiques et est directeur du Centre de recherche sur les études noires. Les domaines d'intérêt de Robinson comprennent la philosophie politique classique et moderne, la théorie sociale radicale dans la diaspora africaine, la politique comparée, le capitalisme racial et les relations entre les médias et la politique.

## Biographie

### Jeunesse et études
Robinson naît en Alabama, le 5 novembre 1940. Il déménage ensuite à Oakland, où il passe sa jeunesse. Il fréquente l'université de Californie à Berkeley, où il obtient une licence en anthropologie sociale en 1963, et l'université Stanford, où il obtient une maîtrise et un doctorat en théorie politique en 1974.
Il devient un militant politique pendant ses années d'études, lorsqu'il proteste contre l'administration de l'université et la politique étrangère et intérieure des États-Unis avec d'autres étudiants noirs radicaux. Il fait partie de l'Association afro-américaine de Berkeley, un groupe d'étudiants qui discute de l'identité noire, de la décolonisation africaine, du racisme historique et contemporain et d'autres sujets liés.
Le grand-père de Robinson, Winston Whiteside, surnommé « Cap », influence ses opinions politiques. Son grand-père est contraint de s'enfuir après avoir défendu sa femme Cecilia, la future grand-mère de Robinson, contre un patron violent dans leur ville natale de Mobile, en Alabama, et décide d'aller en Californie pendant la grande migration afro-américaine dans les années 1920. Robinson cite C. L. R. James et Terence Hopkins parmi les autres penseurs qui ont façonné sa vision politique.

### Carrière politique et universitaire
Après avoir quitté Berkeley, Robinson est incorporé dans l'armée américaine et travaille également au service de probation du comté d'Alameda. De 1971 à 1973, il est chargé de cours en sciences politiques et en études noires à l'université du Michigan. En 1973, il accepte son premier poste de titulaire à l'université d'État de New York à Binghamton. En 1978, Robinson rejoint la faculté de l'université de Californie à Santa Barbara et devient directeur du Centre de recherche sur les études noires.
En 1980, essayant de corriger ce qu'ils considèrent comme un parti pris général d'acceptation par les médias de ce que la Maison-Blanche, le département d'État des États-Unis et le Pentagone disaient sur le tiers monde, et les relations américaines avec celui-ci, Robinson et Corey Dubin, étudiant à l'UCSB, lancent Third World News Review (TWNR) sur la station de radio du campus et de la communauté, KCSB. Cinq ans plus tard, le programme apparaît à la télévision publique. Depuis 1980, des étudiants de l'UCSB originaires du tiers-monde[non neutre] et d'autres membres de la faculté de l'UCSB contribuent au programme.
Auteur de cinq livres, Robinson publie également des articles dans des revues universitaires et des anthologies sur des sujets allant de la pensée politique aux États-Unis, en Afrique et dans les Caraïbes à la théorie sociale occidentale, au cinéma et à la presse.

## Publications
- Forgeries of Memory & Meaning: Blacks & the Regimes of Race in American Theater & Film Before World War II, Chapel Hill, University of North Carolina Press, 2007.
- An Anthropology of Marxism, 1re éd., Londres, Ashgate Publishing, 2001 ; 2e éd., Chapel Hill, University of North Carolina Press, 2019.
- Black Movements in America, New York, Routledge, 1997.
- Marxisme noir. La Genèse de la tradition radicale noire, Genève/Paris, Entremonde, 2023 (1983).
- Terms of Order: Political Science and the Myth of Leadership, 1re éd., Albany, State University of New York Press, 1980 ; 2e éd., Chapel Hill, University of North Carolina Press, 2016.